# 臺北駐日經濟文化代表處札幌分處
臺北駐日經濟文化代表處札幌分處（日语：／ Taipeicyuunichikeizaibunkadaihyousyosapporobunsi ?），亦稱駐札幌辦事處，是中華民國在日本北海道札幌市設立的領事館級外交代表處。2009年12月正式設立，是中華民國駐日本的第六個外交代表機構。

## 沿革
1972年日本因中華人民共和國一个中国政策的影響，與中華民國斷交，而與中華人民共和國建交。中華民國駐日本大使館被撤銷閉館。而後為持續中華民國與日本保持正常的外交關係，將中華民國駐日大使館更改為臺北駐日經濟文化代表處。2009年，臺北駐日經濟文化代表處札幌分處成立，是實質上的領事館級外交代表機構。

## 歷任處長
| 任次 | 姓名   | 到任       | 離任      | 備註                       |
| ---- | ------ | ---------- | --------- | -------------------------- |
| 1    | 徐瑞湖 | 2009年12月 | 2013年8月 | [ 4 ]                      |
| 2    | 陳桎宏 | 2013年8月  | 2017年5月 | 橫濱分處處長               |
| 3    | 周學佑 | 2017年5月  | 2021年7月 | [ 6 ] [ 7 ]                |
| 4    | 粘信士 | 2021年7月  | （現職）  | 那霸分處處長、橫濱分處處長 |